# György Zádor
Dans le nom hongrois Zádor György, le nom de famille précède le prénom, mais cet article utilise l’ordre habituel en français György Zádor, où le prénom précède le nom.
György  Zádor (Duka, 3 juillet 1799-Pest, 17 août 1866) est un écrivain et juriste hongrois membre de l'Académie hongroise des sciences et de la Société Kisfaludy.
György Zádor alla à l'école à Pápa, Kőszeg et Győr, et à l'université à Pest, où il fit connaissance avec Mihály Vörösmarty et commença à publier sous le pseudonyme de Fenyéri Gyula. 